# Keith Bogans

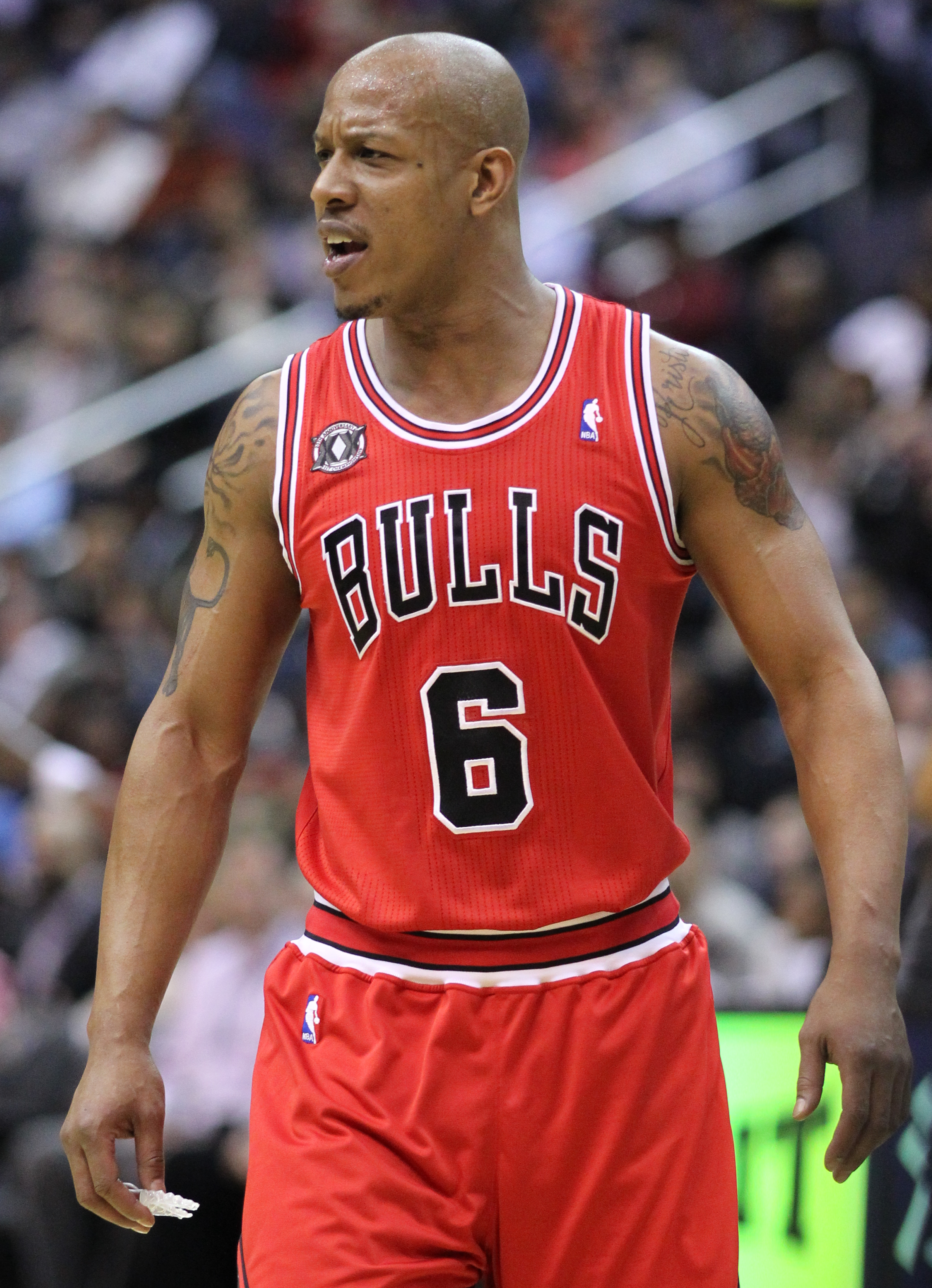
Imagem de Keith Bogans.

Keith Ramon Bogans, conhecido simplesmente como Keith Bogans, nasceu no dia 12 de Maio de 1980 na cidade de Washington. É um jogador profissional de basquetebol de nacionalidade norte americana que atualmente defende a equipe dos Chicago Bulls da National Basketball Association.

## Carreira na NBA

### Segunda temporada com Orlando Magic
Bogans renovou com o Orlando Magic em julho de 2006 como um agente livre.
Em 22 de novembro de 2008, Bogans começou seu primeiro jogo na temporada 2008-2009, quando quebrou o polegar em um jogo contra o Houston Rockets. Esperava-se que perdesse de 4-6 semanas para se recuperar. No entanto, removeu os curativos deseu polegar já em 3 de dezembro e  voltou dois dias depois, em 5 de dezembro contra o Oklahoma City Thunder, marcando 9 pontos em 26 minutos.